# 邯郸太行奇峡谷
邯郸太行奇峡谷位于太行山麓河北省邯郸市武安市西北65公里处的管陶乡渠沟村，距邯郸市95公里，峡谷面积25平方公里。太行第一峰佛指峰海拔1777米，是国家地质公园，国家森林公园。
相传，宋太祖赵匡胤千里送京娘路宿此村，因此原名“宿沟”，六十年代由杨兰春编剧的《朝阳沟》中“从东山到西山”原型地东山即为该村，又改村名为“东山”，现改称“渠沟”。